# Juan de Arana de la Hidalga
Juan Arana de la Hidalga (Barcelona, 20 de octubre de 1849-?, 18 de octubre de 1927) fue un abogado y catedrático español.

## Biografía
Natural de Barcelona, era hijo de Fidel de Arana, vitoriano y magistrado de la Audiencia Territorial de Barcelona, y de Vicenta de la Hidalga, guipuzcoana. Abogado del Ilustre Colegio de esa ciudad en la Facultad de Derecho, ejerció también de profesor de dicha facultad en la Universidad Literaria y de la Academia Matritense de Jurisprudencia y Legislación. Fue, asimismo, académico numerario de la Academia de Legislación y Jurisprudencia y de la Academia de Derecho Administrativo, ambas de la ciudad condal.
Fue socio fundador de la Academia de Derecho y de la Asociación General para la Reforma Penitenciaria en España, así como socio de número de la Sociedad Económica Barcelonesa de Amigos del País y académico corresponsal de la Real Academia de Bellas Artes de San Fernando. Perteneció también a otras organizaciones, como la Asociación de Navieros y Consignatarios, la Asociación Artístico-Arqueológica y la Junta de la Sociedad Local de Salvamento de Náufragos, las tres de esa misma ciudad. Fue, además, consejero administrador numerario de la sucursal del Banco de España en Barcelona.
Como secretario general de la Asociación de Navieros y Consignatarios de Barcelona, hizo la defensa de la marina mercante española en la información local que tuvo lugar en 1878, en la gran información naviera verificada ese mismo año en Madrid en el Ministerio de Hacienda y en el Congreso Económico Nacional de 1888, celebrado en Barcelona con motivo de la Exposición Universal.
Publicó en la Revista histórico latina varios trabajos sobre «elementos constitutivos de los pueblos modernos sobre la población de España» y una «Excursión artística por los museos de Europa». En la Revista de España publicó un trabajo titulado «Principales instituciones políticas de Grecia». Dirigió también, de 1884 en adelante, la publicación de la revista mensual de la Asociación de Navieros y Consignatarios.